# Kirk Nielsen
Kirk G. Nielsen (* 19. Oktober 1973 in Grand Rapids, Minnesota) ist ein ehemaliger US-amerikanischer Eishockeyspieler, der während seiner aktiven Karriere zwischen 1992 und 1999 unter anderem sechs Partien für die Boston Bruins in der National Hockey League (NHL) auf der Position des rechten Flügelstürmers absolviert hat. Sein Bruder Jeff Nielsen bestritt 256 NHL-Spiele für drei verschiedene Teams.

## Karriere
Nielsen spielte zunächst bis 1992 in seiner Geburtsstadt Grand Rapids im US-Bundesstaat Minnesota in der Eishockeymannschaft der Grand Rapids High School im High-School-Ligensystem der Vereinigten Staaten. Anschließend wechselte der rechte Flügelstürmer an die renommierte Harvard University. Dort agierte er vier Jahre im Trikot der Harvard Crimson, wobei es ihm gelang seine Punkteausbeute jede Saison zu steigern; von vier Scorerpunkten in der Saison 1992/93 auf 28 Zähler im Spieljahr 1995/96. Während dieser Zeit wurde Nielsen im NHL Supplemental Draft des Jahres 1994 von den Philadelphia Flyers aus der National Hockey League (NHL) ausgewählt.
Der US-Amerikaner spielte jedoch nie für die Flyers; im Anschluss an seine Universitätszeit unterzeichnete er als Free Agent im Juni 1996 einen Vertrag bei den Boston Bruins aus der National Hockey League (NHL). Die folgende Saison 1996/97 verbrachte der Rechtsschütze komplett im AHL-Farmteam bei den Providence Bruins und kam dort auf insgesamt 77 Einsätze. Im darauffolgenden Spieljahr gelangte der Stürmer zu sechs Einsätzen für die Boston Bruins in der NHL, in denen er punkt- und straflos blieb. Den Rest der Saison verweilte er erneut in der AHL, wo er teamintern mit 48 Punkten aus 72 Partien zweitbester Scorer war. Seine Karriere ließ er im Spieljahr 1998/99 bei den Cincinnati Cyclones aus der International Hockey League (IHL) ausklingen.

## Karrierestatistik
(Legende zur Spielerstatistik: Sp oder GP = absolvierte Spiele; T oder G = erzielte Tore; V oder A = erzielte Assists; Pkt oder Pts = erzielte Scorerpunkte; SM oder PIM = erhaltene Strafminuten; +/− = Plus/Minus-Bilanz; PP = erzielte Überzahltore; SH = erzielte Unterzahltore; GW = erzielte Siegtore; 1 Play-downs/Relegation; Kursiv: Statistik nicht vollständig)